# Антоніо Кабрера
Антоніо Кабрера (ісп. Antonio Cabrera, нар. 1928) — парагвайський футболіст, захисник. Виступав за клуб «Лібертад», а також національну збірну Парагваю.

## Клубна кар'єра
У футболі відомий виступами за «Лібертад» з Асунсьйона, кольори якого захищав протягом всієї своєї кар'єри гравця.

## Виступи за збірну
1951 року дебютував в офіційних матчах у складі національної збірної Парагваю, зігравши протягом кар'єри в її складі 9 матчів, забивши 1 гол.
Був присутній в заявці збірної на чемпіонаті світу 1950 року у Бразилії, але на поле не виходив.
У складі збірної був учасником Чемпіонату Південної Америки 1949 року у Бразилії, Чемпіонату Південної Америки 1953 року у Перу, здобувши того року титул континентального чемпіона.

## Титули і досягнення
- Чемпіон Південної Америки: 1953
- Срібний призер Чемпіонату Південної Америки: 1949